# Птилиум
Пти́лиум гребе́нчатый (Ptílium crísta-castrénsis) — вид мхов семейства Гипновые (Hypnaceae), распространённый в Северном полушарии. Предпочитает горные ландшафты, на равнинах отсутствует. Растёт на слабокислой лесной почве и на покрытых гумусом скалах. Стебель высотой до 15 см, перистоветвистый.